# میرتل پوینت (اورگن)
میرتل پوینت (به انگلیسی: Myrtle Point) شهری در شهرستان کوس ایالت اورگن است و در سرشماری سال ۲۰۱۱ میلادی، ۲٬۵۱۴ نفر جمعیت داشته که نسبت به سال ۲۰۱۰، ۰ درصد رشد جمعیت داشته‌است.

## موقعیت جغرافیایی
موقعیت جغرافیایی شهرها و مناطق اطراف به شرح زیر است: